# Arturo Peniche
Arturo Peniche este un cunoscut actor mexican de telenovele.

## Filmografie

### Telenovele
- Vivir un poco (1985) („Adrian”)
- Monte Calvario (1986) („Gustavo”)
- La Dama de Rosa (1987)
- Emperatriza (1990) („Emperatrix”)
- Maria Maria (1990)
- Valeria y Maximiliano (1991)
- Maria Mercedes (1992) („Jorge Luis”)
- Morelia (1995)
- Maria Jose (1995)
- El Alma no Tiene Color (1997)
- Contra Viento y marea (1997)
- La Usurpadora (1998)
- Soñadoras (1998)
- Mujeres Engañadas (1999) (Alex)
- Siempre te Amare (2000)
- Carita de Angel (2000)
- La Revancha (Vulve Junto A Mi) (2000)
- La Intrusa (2001)
- Entre el Amor y el Odio (2002)
- Engańada (2003)
- Corazones al límite (Reto de Juventud) (2004)
- Alborada (2005/2006)
- Zorro: La Espada y La Rosa (2007)
- Victoria (2007/2008)
- În numele iubirii (2008/2009)
- Niña de mi Corazon (2010)